# Legatus Augusti pro praetore

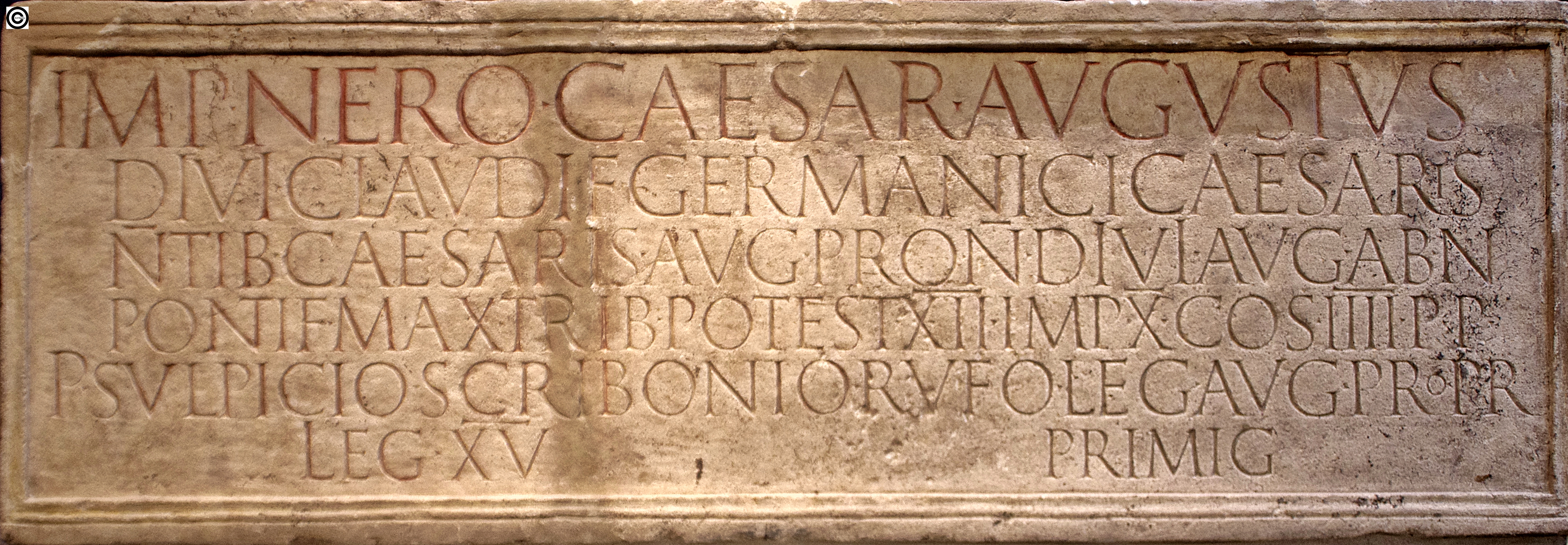
Inscripción encontrada en Colonia (Alemania), que data de la época deNerón, dedicada a P. Sulpicius Scribonius Rufus, legatus Augusti pro praetore de la Legio XV Primigenia.

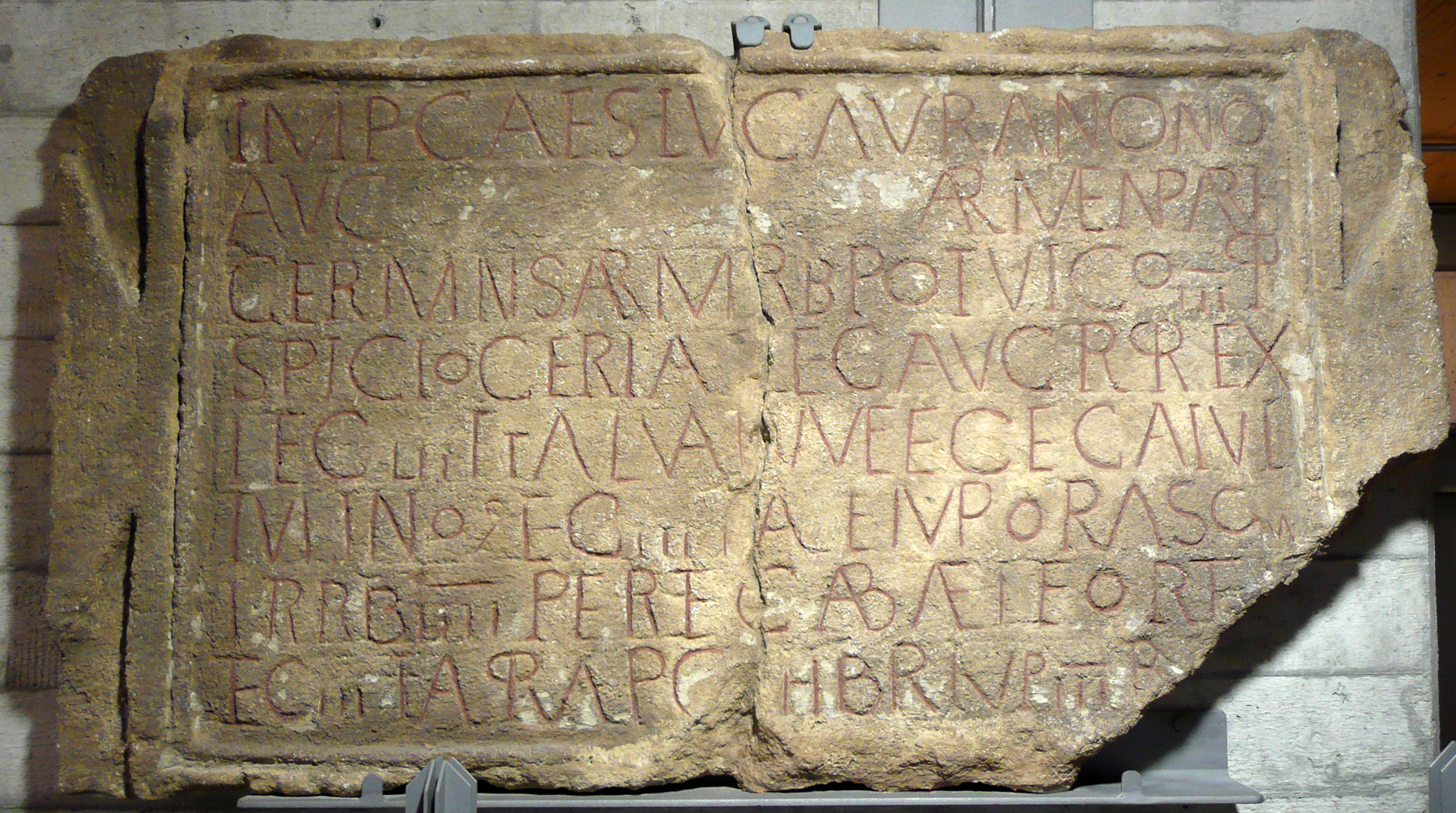
Inscripción en Kastell Kastell Böhming, Baviera, Alemania, con la inscripción: Spicio Ceriale leg(ato) Aug(usti) pr(o) pr(aetore).

Un legatus Augusti pro praetore o legado de Augusto propretor era el título oficial del gobernador o general romano de la mayoría de las provincias imperiales del Imperio romano durante la era del Principado, normalmente las más grandes, o en donde estaban asentadas las legiones. 

## Historia
Las provincias romanas se denominaban imperiales si su gobernador era elegido por el emperador, en contraste con las provincias senatoriales, cuyos gobernadores (llamados procónsules) eran elegidos por el Senado romano.
El propio Augusto desarrolló la idea de nombrar a un legatus Augusti, legado o enviado personal del emperador. Sería siempre un senador de rango consular o pretoriano (es decir, que anteriormente había ocupado el cargo de cónsul o pretor). Al estar al mando de un fuerte contingente militar, su poder tenía imperium, aunque subordinado al imperium maius, que era el más grande de todos, el del emperador.
Sin embargo, una excepción era la posición del gobernador de la provincia imperial de Egipto (praefectus Aegypti), ya que aunque pertenecía al orden ecuestre (eques) (caballero romano) tenía legiones bajo su mando. Algunas provincias imperiales más pequeñas donde no estaban aposentadas las legiones (por ejemplo, Mauretania, Tracia, Retia, Noricum y Judea fueron administradas provincialmente por praefecti (prefectos) ecuestres posteriormente designados procuratores (procuradores) que comandaban solo auxilia (fuerzas auxiliares). 
El legatus Augusti era tanto el jefe de la administración provincial, al cargo de multitud de funcionarios, como el principal jefe judicial y el comandante en jefe de todas las fuerzas militares estacionadas en la provincia (legiones y auxiliares). La única función sobre la que no tenía competencia el legatus era la administración financiera (recaudación de impuestos e ingresos imperiales), que estaba a cargo de un procurator independiente, que reportaba directamente al emperador.
En la jerarquía militar, los subordinados directos del legatus eran los legati legionis (comandantes de las legiones estacionadas en la provincia), quienes a su vez comandaban los tribuni militum (oficiales superiores de la legión) y los praefecti (comandantes) de los regimientos auxiliares asignados a la legión.
En el año 68, 15 de un total de 36 provincias estaban gobernadas por legati Augusti: Hispania Tarraconensis, Lusitania, Gallia Aquitania, Gallia Lugdunensis, Gallia Belgica, Britannia, Germania Inferior, Germania Superior, Moesia, Dalmatia, Galatia, Cappadocia, Lycia et Pamphylia, Syria y Numidia.